# .tt
.tt je vrhovna internetska domena (country code top-level domain - ccTLD) za Trinidad i Tobago. Domenom upravlja Mrežni informacijski centar Trinidada i Tobaga.

## Vanjske poveznice
- IANA .tt whois informacija  Arhivirana inačica izvorne stranice od 21. kolovoza 2008. (Wayback Machine)